# Небесный экватор

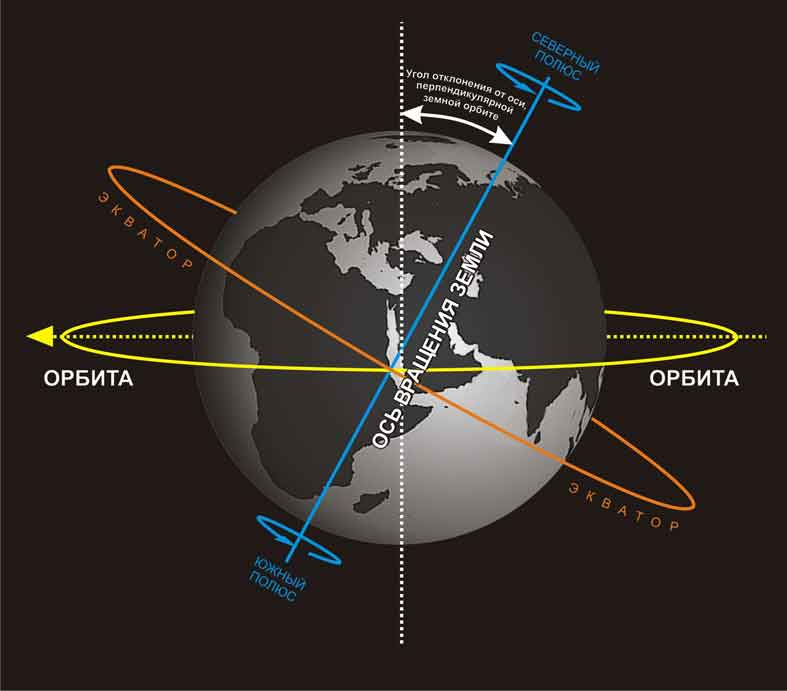
Небесный экватор наклонён на 23°26’ к плоскости эклиптики

Небе́сный эква́тор — большой круг небесной сферы, плоскость которого перпендикулярна оси мира и совпадает с плоскостью земного экватора. Небесный экватор делит небесную сферу на два полушария: северное полушарие, с вершиной в северном полюсе мира, и южное полушарие, с вершиной в южном полюсе мира.
Экватор и эклиптика пересекаются в точках весеннего и осеннего равноденствия, но из-за прецессии земной оси плоскость экватора меняет своё положение и эти точки движутся с периодом в 26000 лет. Угол между плоскостями экватора и эклиптики составляет 23°26’, и за последние 5 миллионов лет из-за прецессии этот угол менялся от 22,0° до 24,5°.
По данным Астрономического Альманаха 2010 года угол между экватором и эклиптикой приближённо описывается формулой:
{\displaystyle \varepsilon =23^{\circ }26'21.406''-46.815''T-0.0001831''T^{2}+0.00200340''T^{3}-5.76''\cdot 10^{-7}T^{4}-4.34''\cdot 10^{-8}T^{5},}
где T — количество столетий, прошедших с эпохи J2000.0. Эта формула достаточно точна лишь для временного диапазона в несколько столетий.
Небесный экватор — основа первой и второй экваториальных систем небесных координат: от него отсчитывается склонение (аналог географической широты, отсчитываемой от земного экватора). Другая координата — для первой экваториальной системы координат это часовой угол, который отсчитывается от точки пересечения небесного экватора и небесного меридиана, либо, для второй экваториальной системы координат — прямое восхождение (аналог географической долготы) — отсчитывается от точки весеннего равноденствия. В любом случае, склонение всех точек небесного экватора равно нулю, а значит, любая точка на небесном экваторе может наблюдаться с любой точки на Земле.
Созвездия, через которые проходит небесный экватор, называют экваториальными созвездиями. На эпоху J2000.0 список экваториальных созвездий выглядит так:
| - Рыбы - Кит - Телец - Эридан - Орион | - Единорог - Малый Пёс - Гидра - Секстант - Лев | - Дева - Змея - Змееносец - Орёл - Водолей |